# Cây sồi Tamme-Lauri

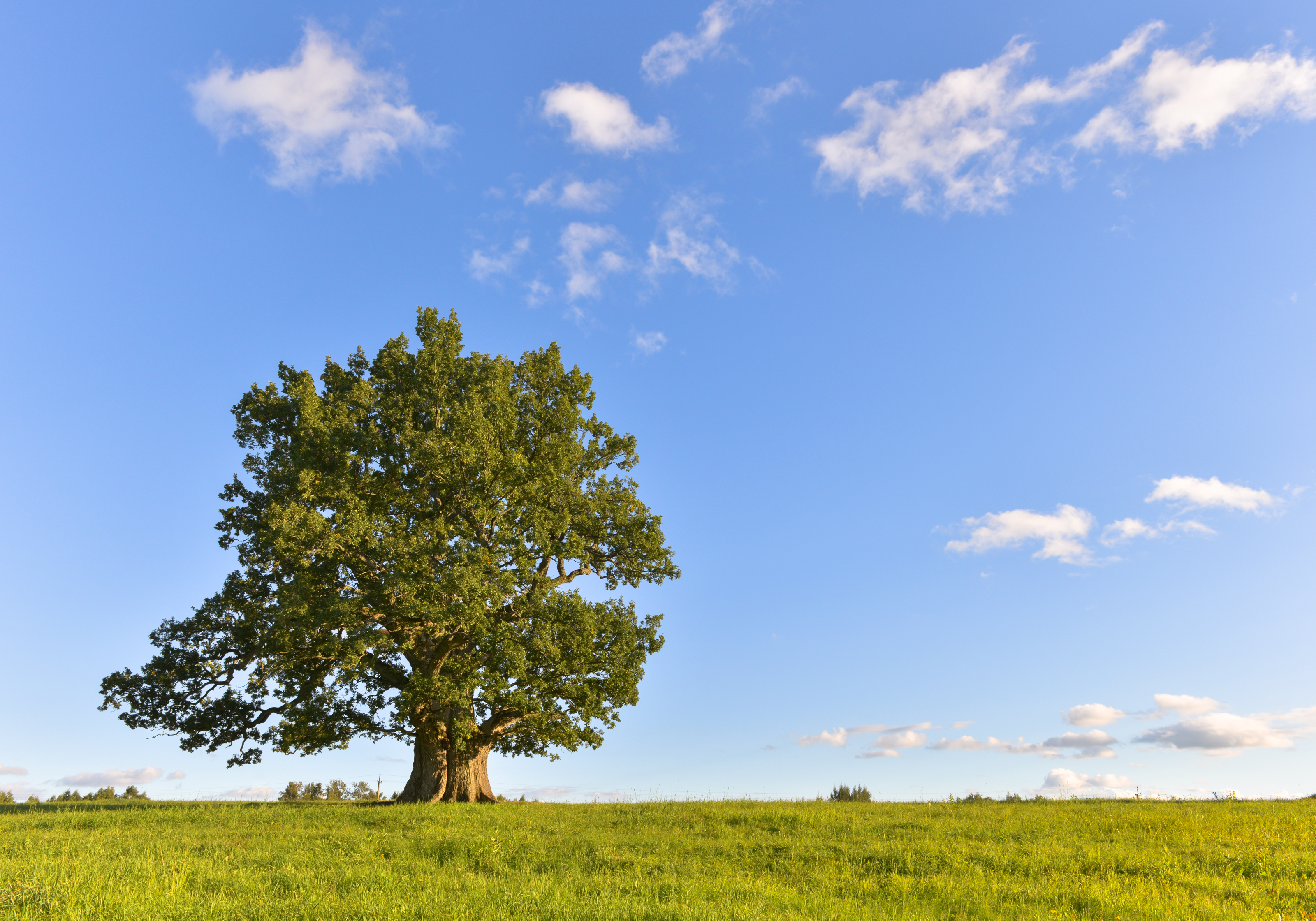
Sồi Tamme-Lauri

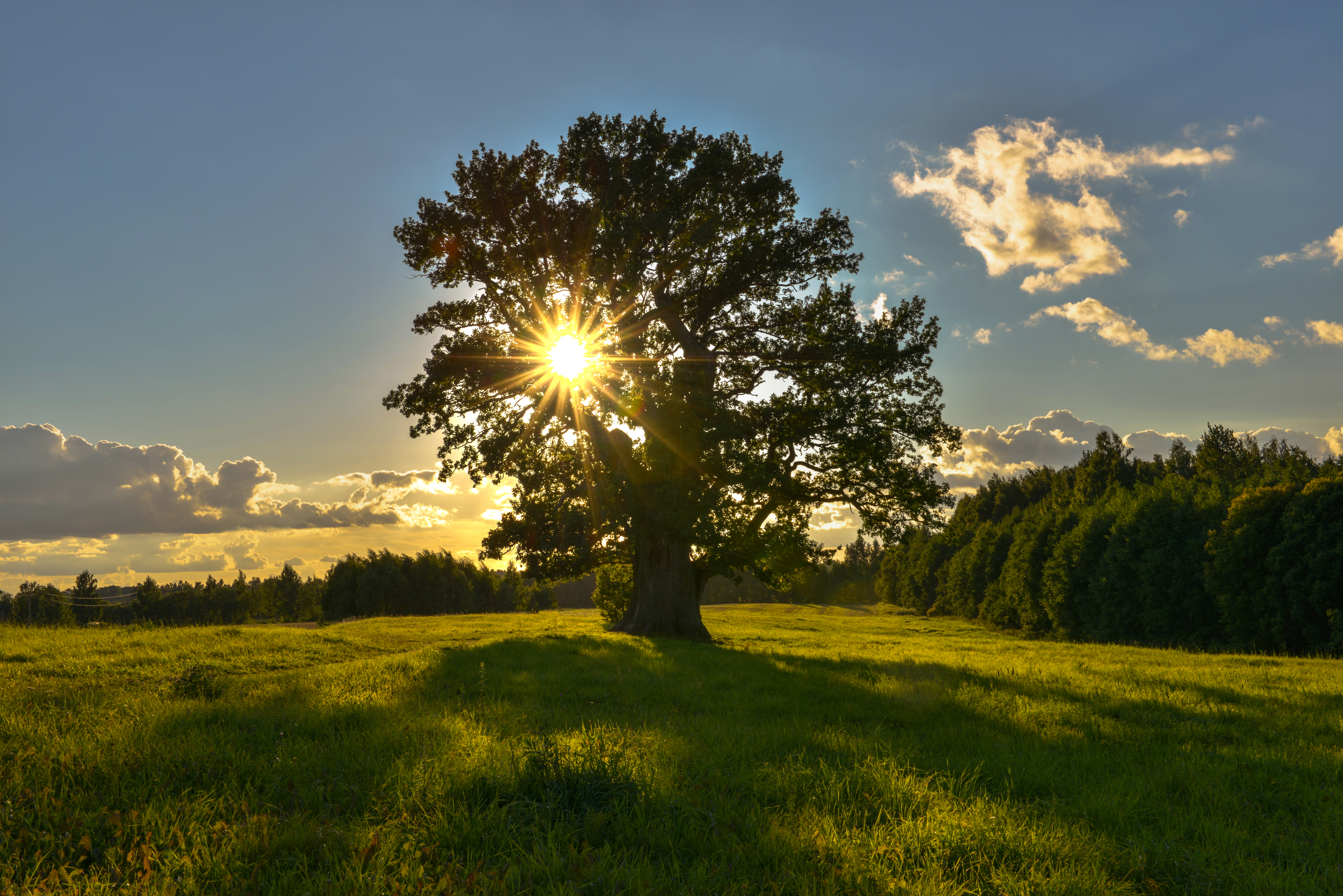
Sồi Tamme-Lauri

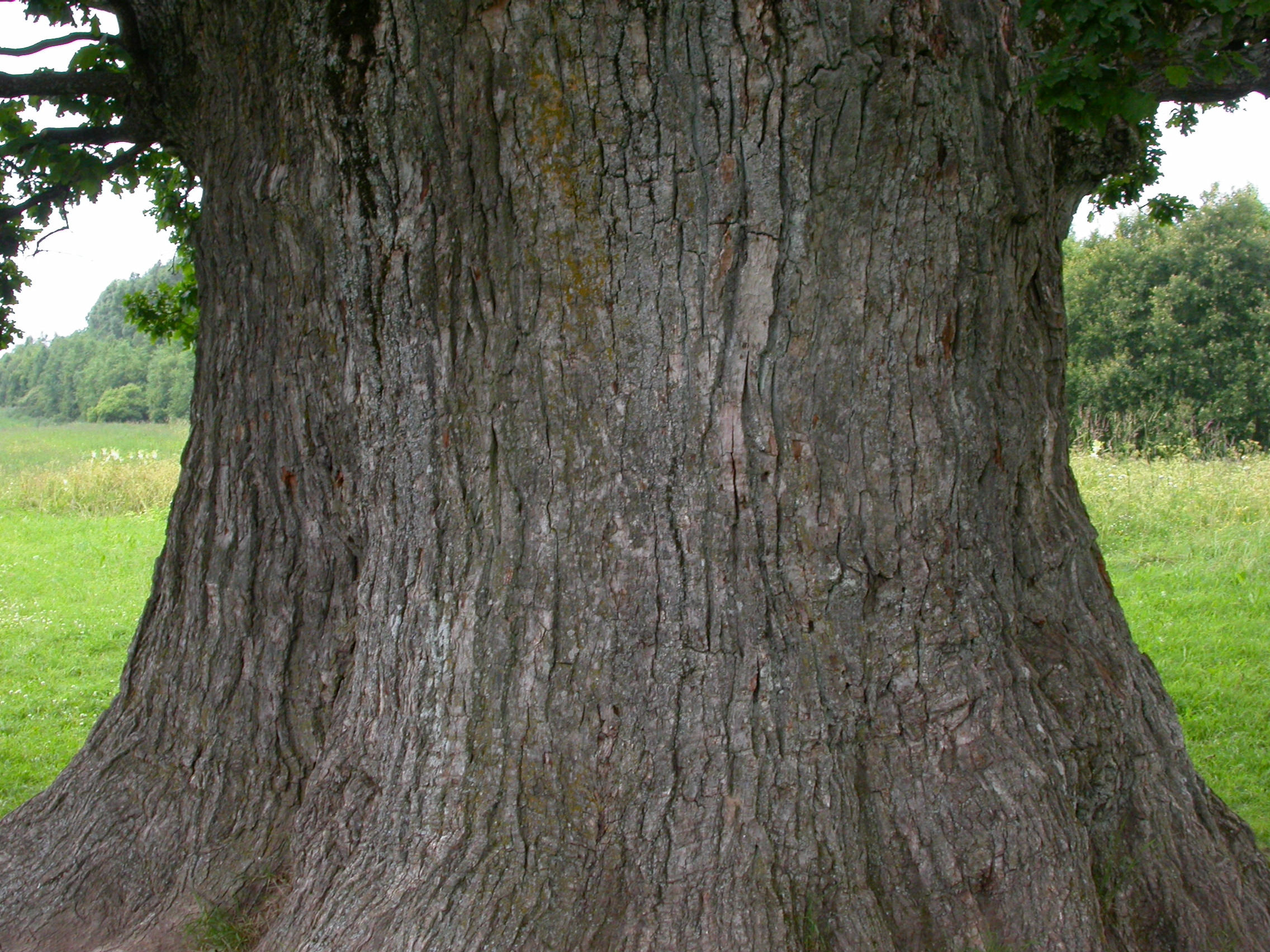
Thân cây Tamme-Lauri

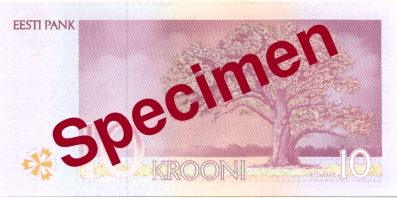
Hình cây sồi trên tờ tiền giấy 10 kroon

Cây sồi Tamme-Lauri (tiếng Estonia: Tamme-Lauri Tamm) là cây to nhất và lâu đời nhất ở Estonia, nằm trong quận Urvaste thuộc tỉnh Võru. Chiều cao của cây là 17 mét (56 ft), chu vi là 8,31 mét (327 in), đo 1,30 mét (51 in) từ mặt đất. Theo các nhà nghiên cứu, cây đã được trồng vào khoảng năm 1326.
Cây sồi này đã nhiều lần bị sét đánh trúng, làm tổn hại đến các nhánh cây, và ruột cây đã trở nên trống bọng. Trong thời gian phục hồi trong thập niên 1970, người ta đã tìm thấy một nơi ẩn náu của các du kích thời chiến tranh thế giới thứ 2 bên trong khoang ruột. Bảy người có thể đứng bên trong ruột cây trước khi nó đã được lấp đầy với 8 tấn (18.000 lb) bê tông cốt thép. Cây vẫn còn sống tốt, mặc dù ngọn của nó đã bị sét đánh gãy.
Tên của cây Tamme-Lauri là đến từ tên trang trại Tamme-Lauri, mà thật ra tên đó đến từ tên của 1 hồn ma được cho là sống trong cây, được tin là đem đến điều xui và đôi khi điều may mắn. Đó là vong hồn của ngọn lửa được gọi là Laurits.
Hình của cây sồi Tamme-Lauri cũng được vẽ trên mặt sau của tờ tiền giấy mang mệnh giá 10 Kroon của Estonia (khi chưa chuyển sang dùng tiền euro). Vùng đất nơi cây đang sống đã được Bộ Môi trường Estonia mua lại trong năm 2006 và cây sồi đã được bảo hộ kể từ năm 1939.